# Parao

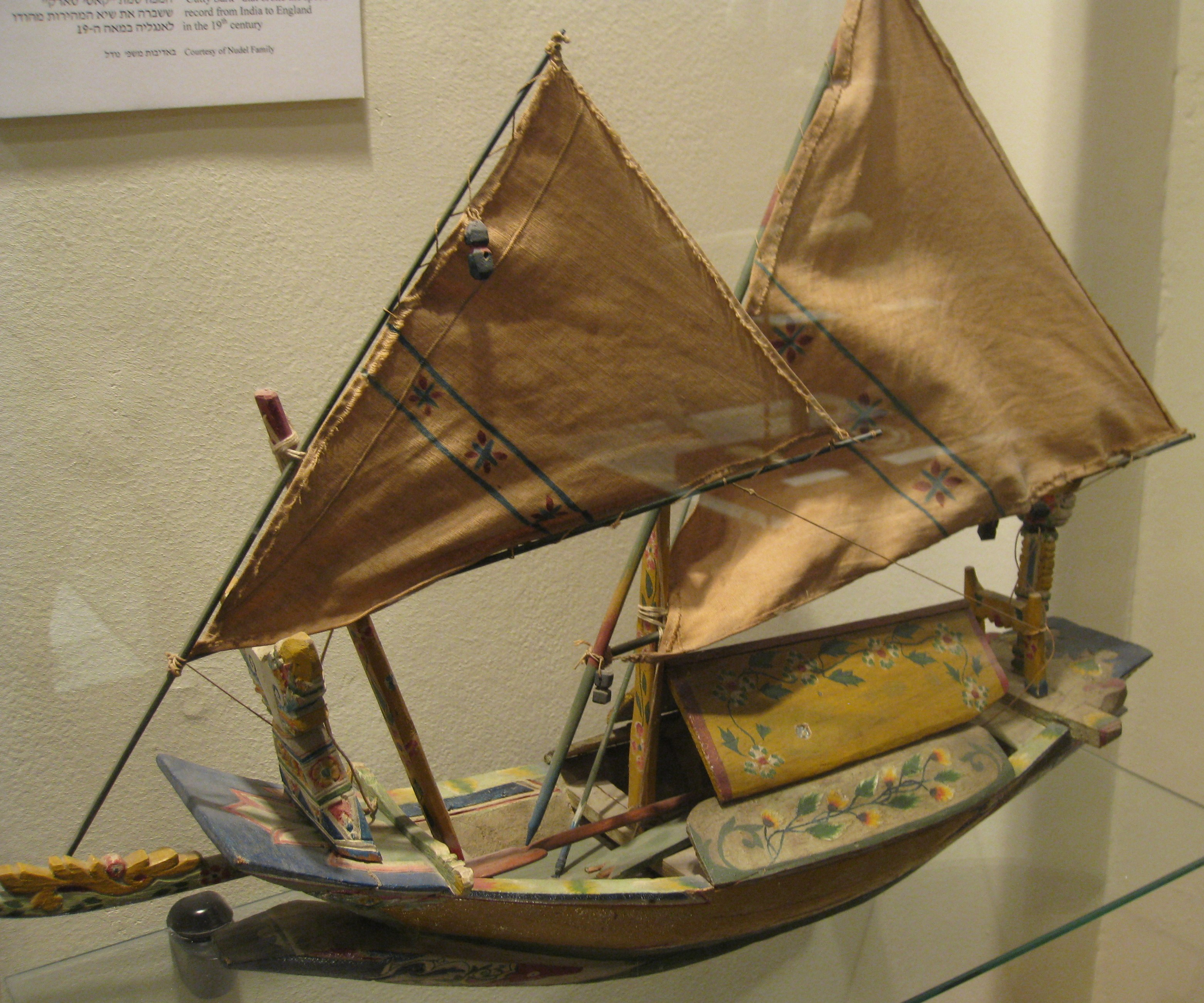
Maqueta de un parao indonesio de mediados del

Se llama parao a un barco pequeño de los mares de la China y Asia oriental bastante parecido al junco en su aparejo con alguna pequeña diferencia.
En general se da parao al nombre genérico de casi todas las embarcaciones malayas las cuales generalmente usan dos timones laterales, son de poco calado y de forma muy fina. Sus velas aunque variadas suelen ser rectangulares o trapezoidales.

## Tipos de barco
- Parao carolino: parao de las Carolinas al cual se atribuye una velocidad prodigiosa. Usa batanga simple a barlovento y una plataforma cuiierta y saliente a sotavento, que sirve de lecho a sus tripulantes. A pesar de la falta de cubierta y de sus cortas dimensiones (55 pies de eslora por 3,5 de manga) hace viajes bastante largos, recorriendo espacios de 300 a 400 leguas.
- Parao-beduang: embarcación de batanga doble de la costa oriental de Java, de poca manga, mucho puntal, dos velas triangulares y un timón movible.
- Parao mayang: parao de la isla de Java de mucho andar, agondolado en sus extremos y plano en sus fondos. Tiene de manga 1/4 de su eslora y ésta es de 50 a 60 pies y lleva un palo igual a la longitud de la quilla en el cual larga una vela trapezoidal cuya relinga de pujamen se arrolla a un bambú para tomar rizos. Usa una especie de carroza para abrigo del sol y de la lluvia por la cara de popa del palo. Su particularidad más notable es llevar timón movible el cual se coloca en el costado de sotavento.
- Parao-plary: parao de las Célebes y Borneo. Es embarcación de mucho andar, usa canalete y lleva dos velas quechemarinas, una en un palo colocado en el centro y la otra más a popa. El de mayores dimensiones llega a 50 pies de eslora, 10 de manga y 3,5 de puntal.